# Liya Nurkina
Liya Nurkina (en kazajo: Лия Нуркина; Atyrau, 28 de septiembre de 1984) es una deportista kazaja que compitió en taekwondo. Ganó una medalla de bronce en el Campeonato Mundial de Taekwondo de 2003, en la categoría de –67 kg.

## Palmarés internacional
| Campeonato Mundial | Campeonato Mundial                | Campeonato Mundial | Campeonato Mundial |
| Año                | Lugar                             | Medalla            | Categoría          |
| ------------------ | --------------------------------- | ------------------ | ------------------ |
| 2003               | Garmisch-Partenkirchen (Alemania) | Medalla de bronce  | –67 kg             |